# Тарасовка (Тальновский район)
Тарасовка (укр. Тарасівка) — посёлок в Тальновском районе Черкасской области Украины.
Население по переписи 2001 года составляло 15 человек. Почтовый индекс — 20409. Телефонный код — 4731.

## Местный совет
20409, Черкасская обл., Тальновский р-н, пос. Здобуток,  ул. Дубковецкого, 36